# Andrei Pàvlovitx Kirilenko
Andrei Pàvlovitx Kirilenko — Андрей Павлович Кириленко (rus)— (Alekséievka, 8 de setembre de 1906 - Moscou, 12 de maig de 1990) va ser un polític soviètic. Membre del Partit Comunista des de 1931, va ser membre del Partit Comunista d'Ucraïna entre 1951-1956, membre del Comitè Central del Partit Comunista de la Unió Soviètica entre 1962 i 1982 (membre candidat des del 1957).

## Biografia
Nascut en una família de treballadors. Es va graduar a l'escola rural (1920) i a l'escola professional d'Alekséievka (1925), començant a treballar com a electricista. Entre 1925 i 1929 va treballar en diverses empreses de la regió de Vorónej, així com en una mina al Donbàs. Entre 1929 i 1930 està al Komsomol; i el 1936 es graduà a l'Institut de Tecnologia Aeronàutica de Ríbinsk, començant a treballar com a enginyer de disseny aeronàutic a la fàbrica d'avions de Zaporíjia.
A partir de 1938 comença a treballar al Partit: Segon Secretari del Comitè del Partit al Districte de Voroixílov, a la regió de Zaporíjia el 1938; i Segon Secretari del Comitè Regional del Partit a Zaporíjia (939-1941).
Durant la Gran Guerra Patriòtica, entre 1942 i 1943 va ser membre del Consell Militar del 18 Exèrcit del Front del Sud, autoritzant la defensa de la fàbrica d'avions a Moscou.
Entre 1944 i 1947 és Segon Secretari del Comitè Regional del Partit a Zaporíjia, (entre 1946 i 1947, el primer secretari va ser Leonid Bréjnev). Entre 1947-1950, Primer Secretari a Mikolaiv; entre 1950-55, primer secretari regional a Dnipropetrovsk, i entre 1955 i 1962, Membre del Comitè Regional del Partit de Sverdlovsk.
Entre 1962 i 1966 és Vicepresident de la Mesa del Comitè Central de la RSRS de Rússia. Durant els fets de Novotxerkassk el 1962, arribà a la ciutat l'1 de juny, juntament amb Aleksandr Xelepin.
Entre 8 d'abril de 1966 i el 22 de novembre de 1982 exercí com a secretari del Comitè Central, encarregat de la supervisió de la indústria. Considerat com una de les figures més importants del Partit, durant l'absència de Mikhaïl Suslov va presidir les reunions de la Secretaria del Comitè Central del PCUS. Va presidir la comissió dels funerals de Fiódor Kulakov. El 1982 començà a mostrar signes de senilitat i va ser retirat al novembre de 1982.
Va morir a Moscou el 12 de maig de 1990, sent enterrat al cementiri Troekurov de la capital.

## Condecoracions
- Heroi del Treball Socialista (2)
- Orde de Lenin (6)
- Orde de la Revolució d'Octubre